# لهجة باجوني
لهجة باجوني (Kibajuni)، تُعرف أيضًا باسم تيكولو (Tikuu)، لغة من لغات البانتو وهي مرتبطة باللغة السواحلية ويتحدث بها مجتمع باجوني القاطنين في جزر الباجوني الصغيرة المطلة على جنوب ساحل الصومال وشمال ساحل كينيا، ويشكلون مجموعة عرقية أقلية، وتعتبر لغة تواجه خطر الانقراض.